# Sahadźa joga
Sahadźa joga (ang. Sahaja Yoga) – współczesny system jogi, oparty na metodach medytacji opracowanych w 1970 przez Nirmalę Shrivastava (przez praktykujących nazywaną Śri Matadźi Nirmala Dewi).

## Etymologia
Nazwa Sahadźa joga wywodzi się z sanskrytu; sahadźa  oznacza „wraz z [tobą] zrodzone” (sanskr. saha – „wraz; z, ze”,dźa – „urodzony, narodzony”). Natomiast joga to połączenie z kosmiczną energią.
Owo połączenie (joga), obecne w wielu systemach filozoficznych i duchowych na subkontynencie indyjskim i nie tylko, w sahadźa jodze osiągane jest poprzez rozbudzenie energii zwanej w sanskrycie kundalini, która obecna jest w każdym człowieku, stąd pierwszy człon nazwy sahadźa.

## Samorealizacja

1 Muladhara (ćakra) 1a kość krzyżowa (trójkąt) 2 Swadhiszthana (ćakra) 3 Nabhi (ćakra) 3a Bhawasagara (Ocean Iluzji) 4 Anahata (ćakra) 5 Wiśuddha (ćakra) 6 Adźńa (ćakra) 7 Sahasrara (ćakra)
A kundalini (zwinięty wąż) B idâ nadi (nadi energii lunarnej) C suszumnâ nadi (środkowy nadi) D pingalâ nadi (nadi energii solarnej) E atman (duch, dusza) F ego G superego

Owo rozbudzenie energii kundalini ma następować spontanicznie, w kontakcie z samą Śri Matadźi, lub też w kontakcie z którymkolwiek z praktykujących sahadźa jogę (o których mówi się, że tę energię mają już obudzoną). Proces rozbudzenia kundalini w sahadża jodze nosi nazwę samorealizacji.
Filozofia sahadźa jogi czerpie inspirację nie tylko z najbliższej jej filozofii indyjskiej, ale także z innych wielkich religii i filozofii świata.

## Czakry
Rozbudzona dzięki technice sahadźa jogi energia kundalini ma następnie unosić się wzdłuż kręgosłupa, przejść kolejno przez wszystkie ćakry i po przejściu przez siódme centrum energetyczne (sahasrara) połączyć jednostkę z energią kosmiczną. W sahadźa jodze wyróżnia się siedem głównych czakr, posiadających określone właściwości, które manifestują się w życiu i charakterze człowieka przy prawidłowym funkcjonowaniu danej ćakry.
1. Muladhara  – czystość, niewinność, mądrość (cechy dziecka)
2. Swadhiszthana – twórczość, kreatywność
3. Nabhi – relacje ze światem materialnym, rodzina, finanse
4. Bhawasagara – obszar Void, ocean iluzji
5. Anahata – poczucie bezpieczeństwa, ochrona, bezwarunkowa miłość
6. Wiśuddha – komunikacja, porozumiewanie się, odczuwanie wibracji
7. Adźńa (Agnya, Agya lub też Adjna) – myślenie, przebaczanie
8. Sahasrara – integracja wszystkich aspektów, połączenie z kosmiczną energią

Druga ćakra wykonując ruch obrotowy wokół trzeciej tworzy Bhawasagara, czyli ocean iluzji. Obszar ten nazywany jest obszarem mistrzostwa, ponieważ w Sahaja jodze każdy ma się stać swoim własnym mistrzem, bez potrzeby zasięgania porady u innych nauczycieli, czy przewodników. Ma to być możliwe dzięki odczuwaniu wibracji (piąta czakra), czyli energetyki wszystkiego a także stanu własnych czakr na dłoniach. Wibracje pozytywne przez praktykujących sahaja jogę są odczuwane jako chłodny powiew.

## Nadi
Ponadto w sahaja jodze wyróżnia się trzy główne kanały energetyczne w ciele każdego człowieka:
- kanał lewy (Ida Nadi), związany z przeszłością, emocjami, uczuciami, na poziomie czoła (szósta ćakra) przechodzi na prawą półkulę głowy tworząc Superego (Podświadomość). Jest to kanał kobiecy, księżycowy. Funkcja fizyczna:	lewy sympatyczny system nerwowy.
- kanał prawy (Pingala Nadi), związany z przyszłością, myśleniem, planowaniem i działaniem, przechodzi na lewą półkulę tworząc Ego. Jest kanałem męskim, słonecznym. Funkcja fizyczna: prawy sympatyczny system nerwowy.
- kanał centralny (Suszumna Nadi), związany z rozwojem duchowym i ewolucją, tym kanałem unosi się Kundalini, której zadaniem ma być również równoważenie dwóch pozostałych kanałów, uważanych za dwa bieguny w człowieku. Funkcja fizyczna: parasympatyczny system nerwowy.

## Medytacja
Stan medytacji określany jest jako stan świadomości, w której nie ma myśli. Ponieważ myśli mają pochodzić z dwóch skrajnych kanałów (przeszłość i przyszłość), aby znaleźć się na kanale centralnym, czyli ścieżce ewolucji, należy wejść w stan relaksu i odprężenia gwarantującego przebicie się Kundalini przez skrzyżowanie kanałów na poziomie Agnyi (skrzyżowanie to pozostaje zaciśnięte podczas intensywnej aktywności myślowej). Medytacja w sahadźa jodze jest jednak w dalszym ciągu określana jako stan pełnej świadomości, nie powinien to być trans, ani nic podobnego.

## Początki sahadźa jogi
Śri Matadźi zapoczątkowała i udostępniła wszystkim metodę, która pozwala dawać samorealizację na skalę masową 5 maja 1970 roku. Według jej relacji udało jej się wtedy aktywować najwyższe centrum energetyczne, znajdujące się na szczycie głowy, zwane w sanskrycie sahasrara. Miało to miejsce podczas medytacji nad brzegiem oceanu w zachodnich Indiach. Serią publicznych spotkań rozpoczęła rozprzestrzenianie tego doświadczenia. W międzyczasie jej mąż, Chandrika Prasad Srivastava otrzymał stanowisko sekretarza generalnego Organizacji Morskiej ONZ, na które konsekwentnie wybierano go przez kolejnych siedemnaście lat. Siedemnaście krajów nadało mu swoje najwyższe odznaczenia, a od królowej Anglii, jako jedyny cudzoziemiec, otrzymał tytuł rycerski. Centralne biuro Organizacji Morskiej mieściło się w Londynie i tam właśnie Śri Matadźi przeniosła się ze swoim mężem i zaczęła rozwijać sahaja jogę.
Wszystkie spotkania sahadźa jogi, a więc także udzielanie samorealizacji, zgodnie z życzeniem Śri Matadźi są zawsze bezpłatne i otwarte dla wszystkich.